# 索隆齐农村居民点 (沃罗涅日州)
索隆齐农村居民点（俄语：Солонецкое сельское поселение）是俄罗斯联邦沃罗涅日州沃罗比约夫卡区所属的一个农村居民点。其下辖有7个居民点，行政中心为索隆齐。据2016年统计，该农村居民点的人口为3666人。